# Stål Aanderaa
Stål Aanderaa (Beitstad, Noruega; 1 de febrero de 1931) es un matemático noruego.

## Biografía
Nació en Beitstad. Tomó la maestría en ciencias en 1959 y el doctorado en 1966, ambos en la Universidad de Harvard. Fue profesor en la Universidad de Oslo desde 1978 hasta su jubilación en 2001. Es miembro de la Academia Noruega de Ciencias y Letras.
Aanderaa es uno de los homónimos de la conjetura de Aanderaa-Karp-Rosenberg.